# Literatura sapiencial
A literatura sapiencial ou livros de sabedoria é um gênero de literatura comum no antigo Oriente Próximo. Consiste em declarações de sábios que oferecem ensinamentos sobre divindade e virtude. Embora este gênero use técnicas de narração oral tradicional, foi disseminado em forma escrita. 
O gênero literário de espelhos para príncipes, que tem uma longa história na literatura islâmica e renascentista ocidental, é um cognato secular da literatura de sabedoria. Na Antiguidade Clássica, a poesia didática de Hesíodo, particularmente seu Os Trabalhos e os Dias, era considerada uma fonte de conhecimento semelhante à literatura sapiencial do Egito, Babilônia, Israel e Índia. 

## Literatura mesopotâmica
A literatura mais antiga registrada data de 2600 a. C., na Mesopotâmia, feita inicialmente pelos sumérios em tabuletas de barro com escrita cuneiforme, que ficaram conhecidas como tabuletas de Abu Salabikh, em referência ao local do sítio arqueológico. Inclui-se nela, além de alguns hinos e mitos da religião mesopotâmica antiga, o texto sapiencial denominado Instruções a Shuruppak. Também fazem parte desse gênero de literatura as tábuas posteriores acadianas, similares aos Livro dos Provérbios, de Ludlul bel-Nemeqi (c. 1700 a. C.) e "A Teodiceia Babilônica" (c. 1000 a. C.), e "Conselhos da Sabedoria" (c. 700 a. C.), na qual é citado:
| “ | Não devolva o mal ao homem que contesta com você, retribua com gentileza o seu malfeitor, mantenha justiça para com seu inimigo (...) Não deixe seu coração ser induzido a fazer o mal (...) Dê comida para comer, cerveja para beber, honre e vista àquele que implora por esmola; nisto o deus de um homem tem prazer, é agradável a Shamash, que o retribuirá com favor. Seja útil, faça o bem.” | ” |

## Literatura egípcia antiga
Na literatura egípcia antiga, a literatura de sabedoria pertencia ao gênero sebayt ("ensino") que floresceu durante o Reino Médio do Egito e se tornou canônico durante o Império Novo. Trabalhos notáveis deste gênero incluem as Instruções de Kagemni, As Máximas de Ptahhotep, as Instruções de Amenemhat e o Ensino Legalista. 

## Literatura grega e romana antiga
A literatura grega é essencialmente didática, tendo sido considerada a sabedoria contida em poesias, como as de Hesíodo e Homero, e nas recomendações morais das fábulas e filósofos, como em Platão e Aristóteles, mas em meio a ela há pouca literatura de sapiência propriamente proverbial; exemplos conhecidos que se enquadram nessa classificação são as máximas délficas e os chamados Versos de Ouro de Pitágoras.

## Literatura de sabedoria bíblica e textos judaicos
Os exemplos mais famosos de literatura de sabedoria são encontrados na Bíblia. 

### Livros Sapienciais
O termo "Livros Sapienciais" ou "Livros de Sabedoria" é usado nos estudos bíblicos para se referir a um subconjunto dos livros da Bíblia Hebraica na tradução da Septuaginta. Há sete desses livros, a saber, os livros de Jó, Salmos, Provérbios, Eclesiastes, o Cântico dos Cânticos (Cântico de Salomão), o Livro da Sabedoria e o Siraque (Eclesiástico). Nem todos os Salmos são geralmente considerados como pertencentes à tradição da Sabedoria.
No judaísmo, os livros de sabedoria que não a sabedoria de Salomão e Sirach são considerados como parte do Ketuvim ou "Escritos". No cristianismo, Jó, Salmos, Provérbios, Cântico dos Cânticos e Eclesiastes são incluídos no Antigo Testamento por todas as tradições, enquanto Sabedoria e Siraque são considerados em algumas tradições como obras deuterocanônicas que são colocadas nos Apócrifos dentro das traduções da Bíblia Anglicana e Protestante.
Os livros sapienciais estão na ampla tradição da literatura de sabedoria que foi amplamente encontrada no antigo Oriente Próximo, incluindo muitas outras religiões além do judaísmo. 

#### Septuaginta
O substantivo grego sophia (σοφῐ́ᾱ , sophíā) é a tradução de "sabedoria" na Septuaginta grega do hebraico Ḥokmot (khakhamút). A sabedoria é um tema central nos livros "Sapienciais", isto é, Provérbios, Salmos, Jó, Cântico dos Cânticos, Eclesiastes, Livro da Sabedoria, Sabedoria de Siraque e, até certo ponto, Baruque (os três últimos são Livros Apócrifos/Deuterocanônicos do Antigo Testamento). 

## Textos clássicos
- O Trabalho e os Dias de Hesíodo (c. 750-650 a. C.).
- Ética a Nicômaco, de Aristóteles (384–322 a. C.).
- Cato Maior de Senectute de Marco Túlio Cícero (106-43 a. C.).
- De Officiis de Marco Túnio Cicero
- Vidas Paralelas por Plutarco (46-120).
- Meditações de Marco Aurélio (121-180).
- Hávamál de textos nórdicos antigos (c. 1200).
- Maximes de François de La Rochefoucauld (1613-1680).